# Rezeptursteuerung
Die Rezeptursteuerung ist ein Konzept, das die komfortable Ablaufprogrammierung, insbesondere für die Automatisierung von Chargenprozessen in verfahrenstechnischen Versuchs- und Produktionsanlagen, ermöglicht.
Das Ablaufprogramm wird durch Zusammenfügen der Programmelemente mit einem grafischen Editor erstellt. Programmelemente sind leittechnische Grundoperationen und Verbindungselemente. Die chemisch-verfahrenstechnischen Grundoperationen realisieren definierte prozesstechnische Aufgaben wie Dosieren, Temperieren, Rühren, Destillieren etc. Das s. g. Grundoperationenkonzept geht davon aus, dass sich alle Batchprozesse durch Kombination geeigneter Grundoperationen automatisieren lassen. 
Daraus resultieren wesentliche Vorteile gegenüber herkömmlicher Programmierung: Die grafische Programmierung kann direkt vom Anwender ohne Programmierkenntnisse durchgeführt werden. Der Zeitbedarf für die Programmierung schrumpft auf einen Bruchteil und die Test- und Inbetriebnahmephase kann entfallen, wenn Grundoperationen aus einer geprüften Bibliothek verwendet werden. Hinzu kommt, dass grafische Ablaufpläne selbstdokumentierend sind.
Die Rezeptursteuerung ist auch ein geeignetes Werkzeug, um häufig wechselnde Anwendungen effektiv zu automatisieren.